# Lagoa do Barro do Piauí
Lagoa do Barro do Piauí este un oraș în Piauí (PI), Brazilia.